# Sobór Przemienienia Pańskiego w Żytomierzu
Sobór Przemienienia Pańskiego (ukr. Свято-Преображенський кафедральний собор) – katedralna świątynia prawosławna w Żytomierzu, zbudowana w 1864 według projektu K. Rochaua. Położona przy placu Zwycięstwa 12. 

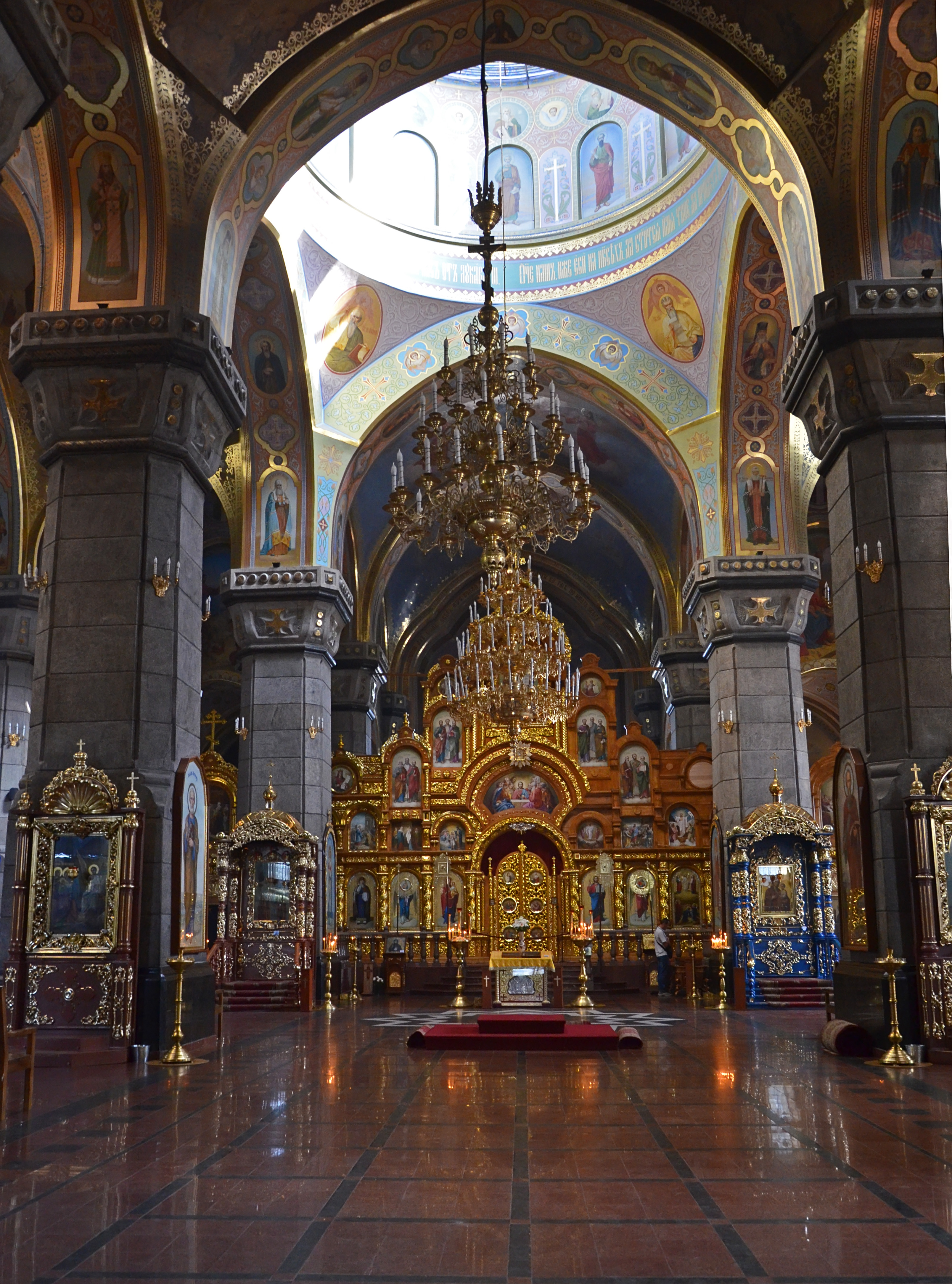
Wnętrze soboru

## Historia
Projekty zbudowania soboru w Żytomierzu pojawiły się już w latach czterdziestych XIX wieku, jednak z powodów finansowych konstruowanie cerkwi rozpoczęto dopiero w 1851. Dwa lata później prace były już ukończone, jednak w wyniku runięcia dzwonnicy świątynia uległa zniszczeniu. Nowy projekt budowy soboru przedstawił władzom niemiecki architekt tworzący w Rosji K. Rochau – dla murowanej cerkwi zbudowanej na planie krzyża przewidziano kostium rusko-bizantyński. Świątynia posiadać miała trzy nawy, pięć kopuł oraz czteropiętrową dzwonnicę. 
Sobór w stanie surowym stanął w 1864 w centrum miasta. Do dziś posiada charakterystyczną barwę cytrynowożółtą nadającą mu niepowtarzalny charakter. Wnętrze gmachu wykonano z granitów i labradorytów pochodzących z guberni wołyńskiej. 